# Serica sticta
Serica sticta är en skalbaggsart som beskrevs av Ahrens och Fabrizi 2009. Serica sticta ingår i släktet Serica och familjen Melolonthidae. Inga underarter finns listade i Catalogue of Life.